# Sente (logiciel)
Pour les articles homonymes, voir Sente.
Sente est un logiciel de gestion bibliographique développé pour Mac OS X. Sente sait chercher et extraire des références de sources comme PubMed, ISI Web of Knowledge et de tout site web supportant les protocoles Z39.50 et SRU. Sente sait également gérer des fichiers PDF, qui peuvent être annotés.
Ce logiciel est capable de formater des bibliographies en de nombreux standards, parmi lesquels APA, CMOS, MLA et d’autres. Sente fonctionne avec des traitements de texte comme Microsoft Word, Pages, Mellel, Nisus Writer, OpenOffice et d’autres.
Il existe une version gratuite pour l’iPad : Sente for iPad. Les fichiers constitués à l’aide de Sente peuvent être synchronisés grâce à l’informatique en nuage.